# Гремячево (Ленинградская область)
Гремячево — деревня в Будогощском городском поселении Киришского района Ленинградской области.

## История
Деревня Гремячева, состоящая из 28 крестьянских дворов, упоминается на специальной карте западной части России Ф. Ф. Шуберта 1844 года.

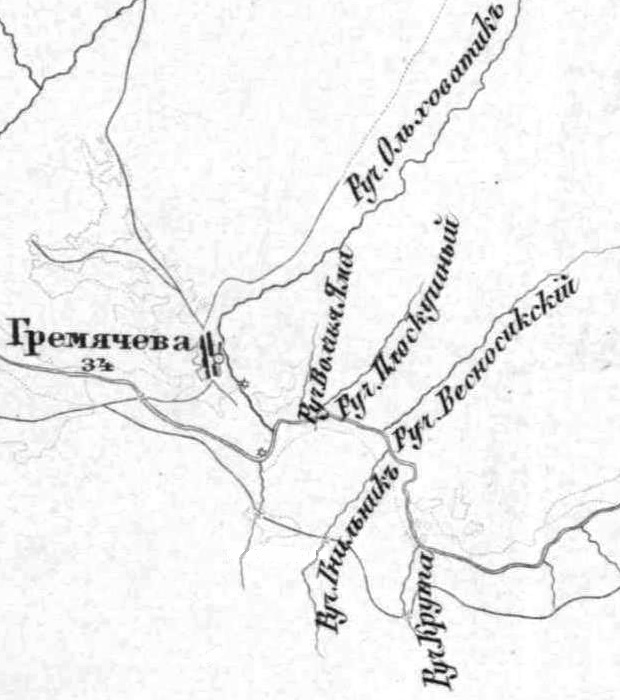
Деревня Гремячево на карте Ф. Ф. Шуберта 1872 года

Согласно карте Ф. Ф. Шуберта 1872 года деревня насчитывала 34 крестьянских двора. В деревне находилась часовня. Близ деревни, на ручье Ольховатик, находилась водяная мельница.

ГРЕМЯЧЕВО — деревня Гремячевского сельского общества, прихода села Клинкова, при реке Шарье.
 
Дворов крестьянских — 44, в том числе бобыльских — 7. Строений — 108, в том числе жилых — 62. 

Число жителей по семейным спискам 1879 г.: 102 м. п., 117 ж. п.; по приходским сведениям 1879 г.: 99 м. п., 121 ж. п.

В конце XIX века деревня административно относилась к Грузинской волости 1-го стана, в начале XX века — Грузинской волости 2-го стана 2-го земского участка Новгородского уезда Новгородской губернии.

 
ГРЕМЯЧЕВО — деревня Гремяцкого общества, дворов — 50, жилых домов — 71, число жителей: 174 м. п., 180 ж. п. 

Занятия жителей — земледелие, возка леса. Река Шарья. Часовня, школа. (1907 год)

В начале XX века близ деревни находился жальник.
Согласно карте Петроградской и Новгородской губерний 1915 года деревня называлась Гремячева и насчитывала 34 двора.
С 1917 по 1927 год деревня Гремячево входила в состав Оскуйской волости Новгородского уезда Новгородской губернии.
С 1927 года в составе Клинковского сельсовета Будогощенского района.
В 1928 году население деревни Гремячево составляло 372 человека.
С 1932 года в составе Киришского района.

Деревня Гремячево на карте 1932 года

Согласно карте Ленинградской области Северо-западного аэрогеодезического треста ГГУ издания 1932 года деревня насчитывала 37 крестьянских дворов. Близ деревни находилась мукомольная водяная мельница.
По данным 1933 года деревня Гремячево являлась административным центром Клинковского сельсовета Киришского района, в который входили 5 населённых пунктов: деревни Гремячево, Капустино, Клинково, Общества Хуторов и выселок Колпино, общей численностью населения 1330 человек.
По данным 1936 года в состав Клинковского сельсовета с центром в деревне Гремячево входили 5 населённых пунктов, 221 хозяйство и 5 колхозов.
Согласно переписи населения СССР 1939 года население деревни Гремячево составляли 115 мужчин и 141 женщина, всего 256 человек.
С 1963 года в составе Волховского района.
С 1965 года вновь в составе Киришского района. В 1965 году население деревни Гремячево составляло 151 человек.
По данным 1966 года деревня Гремячево входила в состав и являлась административным центром Клинковского сельсовета.
По данным 1973 и 1990 годов деревня Гремячево входила в состав Будогощского сельсовета.
В 1997 году в деревне Гремячево Будогощской волости проживали 97 человек, в 2002 году — 96 (русские — 99 %).
В 2007 году в деревне Гремячево Будогощского ГП проживали 95 человек, в 2010 году — 106.

## География
Деревня расположена в юго-восточной части района на автодороге 41К-548 (Будогощь — Клинково).
Расстояние до административного центра поселения — 10 км. Расстояние до районного центра — 46 км.
Расстояние до ближайшей железнодорожной станции Будогощь — 10 км.
Деревня находится на правом берегу реки Шарья, к востоку от деревни протекает ручей Ольховатик.

## Демография
| 1879 | 1907 | 1928 | 1965 | 1997 | 2002 | 2007 |
| ---- | ---- | ---- | ---- | ---- | ---- | ---- |
| 219  | ↗354 | ↗372 | ↘151 | ↘97  | ↘96  | ↘95  |
| 2010 | 2017 |      |      |      |      |      |
| ↗106 | ↘87  |      |      |      |      |      |

### Национальный состав
Согласно данным Всероссийской переписи населения 2021 года в деревне проживали 36 человек, все русские.

## Улицы
Новая, Центральная.